# Joe Hargreaves
Joe Hargreaves là một cầu thủ bóng đá người Anh thi đấu cho Bradford City từ năm 1912 đến năm 1924, có 188 lần ra sân ở giải vô địch.